# Deyrolle
Deyrolle era, nel corso del XX secolo, un'istituzione parigina nel campo delle scienze naturali e della pedagogia, così come anche una delle più celebri istituzioni di entomologia e di tassidermia di Parigi. Oggi è un negozio e una camera delle meraviglie aperta al pubblico. 

## Storia
Deyrolle è stata fondata nel 1831 da Jean-Baptiste Deyrolle, rapidamente succeduto dal figlio Achille Deyrolle e dal nipote Émile Deyrolle. La sede si trova al 46, rue du Bac nel 7e arrondissement di Parigi, in un edificio costruito nel 1697-1699 da Jean-Baptiste Voille per un membro della famiglia Bruand. Oltre al materiale scientifico, alle collezioni di minerali, alle conchiglie, agli insetti, ai fossili, agli animali impagliati e agli attrezzi preistorici, Deyrolle fornisce anche delle grandi tavole illustrate destinate alle lezioni degli insegnanti delle scuole e delle università di Francia (pubblicate sotto il nome Musée scolaire Deyrolle).
Nel 2001 Louis Albert de Broglie riprende le redini della società e restaura il negozio. Nella notte del 1 febbraio 2008 scoppia un incendio nel negozio a causa di un corto circuito distruggendo una parte della collezione, ma già il 15 maggio 2008, la facciata viene ripulita e le due sale del primo piano vengono riaperte.

## La pedagogia

### Le tavole antiche
È verso il 1871 che Émile Deyrolle sviluppa tutto quello che concerne il materiale di insegnamento, i modelli anatomici e biologici, e soprattutto le grandi tavole colorate da parete.

### Deyrolle pour l'Avenir
Nel 2007, Louis Albert de Broglie rilancia l'edizione di nuove tavole pedagogiche concernendi temi ambientali e sociali contemporanei pubblicate sotto il nome di Deyrolle pour l'Avenir (DPA).

## Opere

### Pubblicazioni
- Almanach perpétuel (Gallimard, 2015)
- Nature et Coloriages, Deyrolle (Éditions PlayBac, 2015)
- Deyrolle, à la croisée des Savoirs (Éditions de La Martinière, 2015)
- Créatures Fantastiques Deyrolle (Plume de Carotte, 2014)
- Imagier Deyrolle (Gallimard Jeunesse, 2013)
- Les Grands Livres d'Activités, Deyrolle 1 e 2 (Gallimard Jeunesse, 2012 e 2013)
- Calendriers Deyrolle, 2012, 2013 e 2014
- Leçons de choses tomes 1 et 2 (Michel Lafon, 2010 e 2013)
- L'École de la Nature, di Yves Paccalet (Hoëbeke 2004)

### Collaborazioni
- Carta da parati con la società NeoDko[4]
- Tessuti Pierre Frey
- Collezione Deyrolle per Opening Ceremony